# Луганский областной краеведческий музей
Луганский областной краеведческий музей (укр. Луганський обласний краєзнавчий музей) — основанный в 1920 году областной краеведческий музей в городе Луганск.
Музей расположен по адресу: ул. Шевченко, д. 2 в городе Луганск.
Работает с 9 до 16 часов. Выходные дни понедельник и вторник.
Директором музея по состоянию на 2020 год является Рубченко Артём Владимирович.

## История
В 1914 году в городской думе Луганска Стефановичем Николаем Ивановичем был прочитан доклад о создании городского музея.
В 1915 году появилось несколько статей о создании музея, но началась Первая мировая война, а потом Октябрьская революция, и о планах создания музея пришлось на некоторое время позабыть.
В 1920 году было создано два маленьких музея: художественный и природно-географический, которые в 1924 году объединились в Донецкий социальный музей.
В апреле 1924 года директором музея назначен С. Локтюшев.
В декабре 1924 года музей был переименован в Луганский краеведческий музей.
Уже к 1938 году в музее было собрано около 9 тысяч экспонатов.
Во время Великой Отечественной войны музей переименован в Луганский областной краеведческий музей. В период оккупации города Локтюшев, сторож и уборщица спрятали часть экспозиции в сарай, остальная часть сгорела. Во время войны немецкая власть открывала украинские школы и православные церкви, а также музеи. Локтюшеву также поступило предложение о работе директором музея и он согласился, но музей не стал работать, так как вся коллекция таинственно исчезла.
При освобождении города Локтюшева арестовали из-за того, что тот работал в оккупированном городе. Через три недели он умер от туберкулёза. В 1990 году его реабилитировали.
После войны факт восстановления работы музея находился под вопросом, так как не было помещения, коллекция исчезла, людей, работавших ранее, арестовали. К концу 1945 года музей начал возрождаться, сначала нашли место, потом дали малую часть экспонатов: 20 картин, крохотное собрание нумизматики, вазу из фарфора и несколько журналов. Тем не менее музей удалось восстановить, и он продолжил работать.
В 1976 году по проекту ворошиловградского архитектора Ю. Л. Гаммерштейна для музея было построено новое здание, где в 1978 открылась новая экспозиция из 10 000 экспонатов.
После 1991 года экспозиция была обновлена на 80 %. К 50-летию области, в 1998, была открыта принципиально новая экспозиция, посвященная раннесоветскому периоду (1920-40-х гг).
Во время войны в Донбассе летом 2014 года музей получил повреждения от артиллерийских обстрелов ВСУ. Через некоторое время был восстановлен и снова открыт.
11 апреля 2015 года распоряжением Совета министров ЛНР было создано государственное учреждение культуры ЛНР «Луганский краеведческий музей».
2 июня 2018 года в годовщину авиаудара по городу Украинскими ВВС в фойе 1 этажа был открыт Музей новейшей истории ЛНР, посвященный событиям последних лет.

## Экспозиция

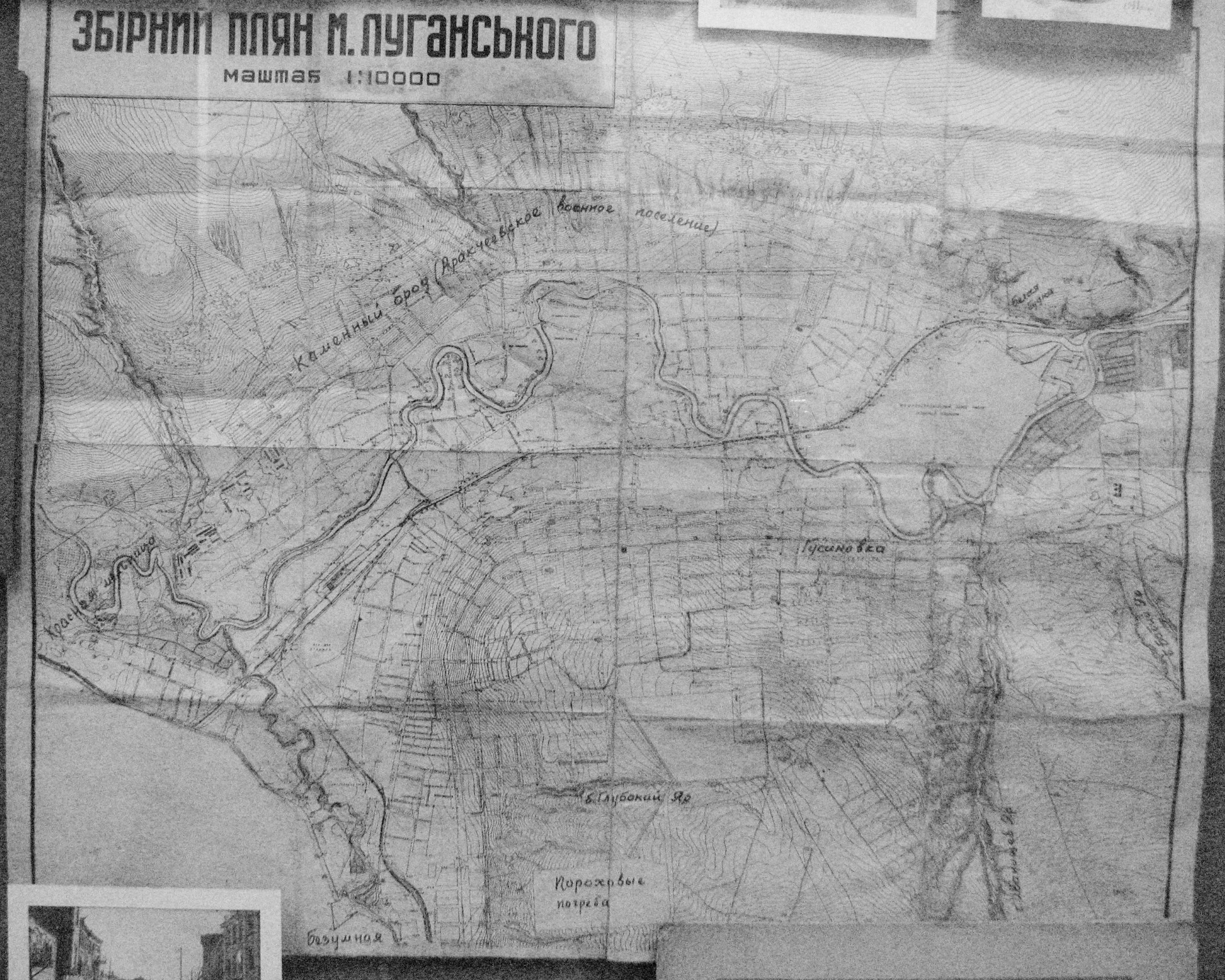
Сборный план г. Луганского.

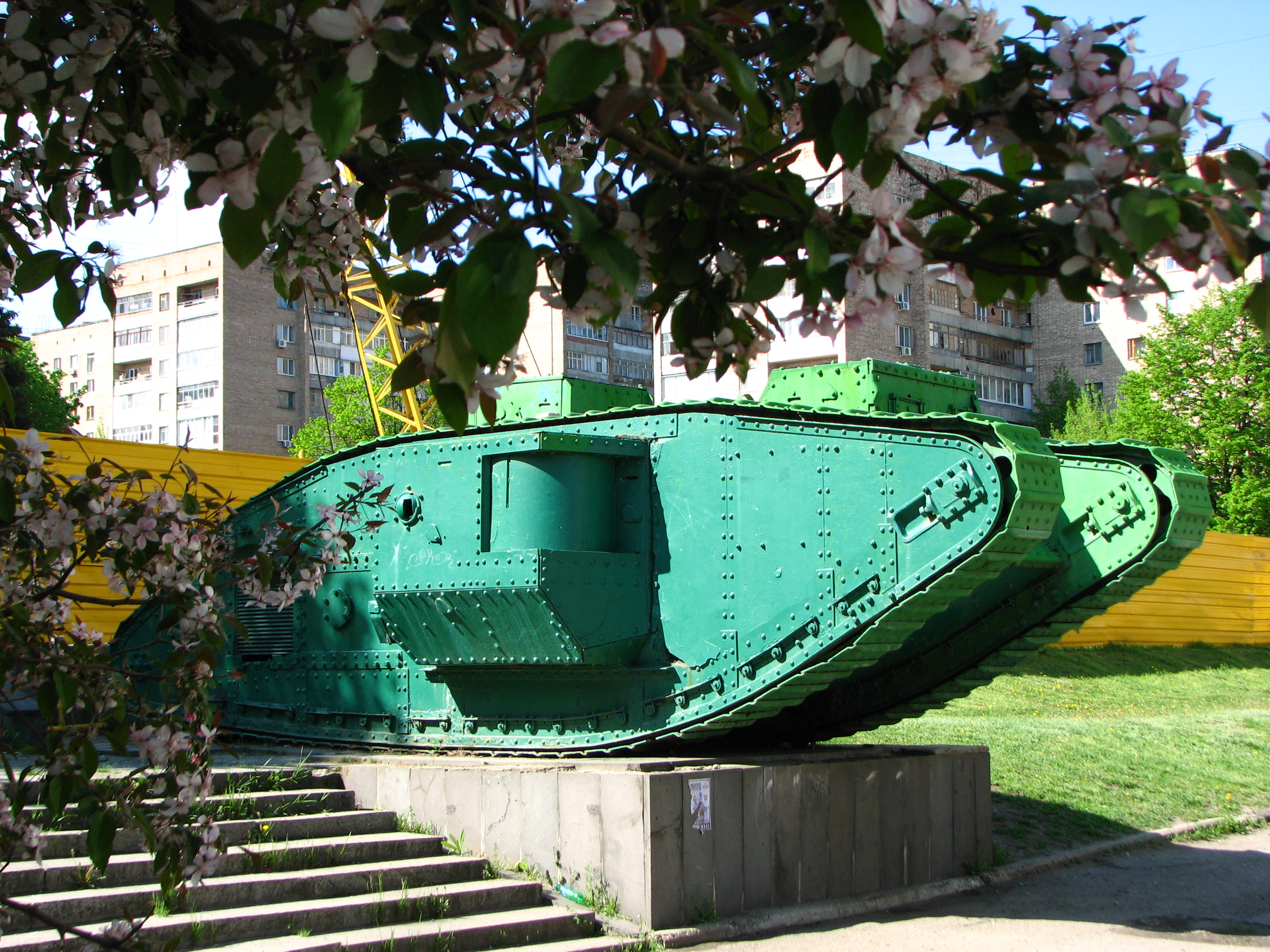
Танк

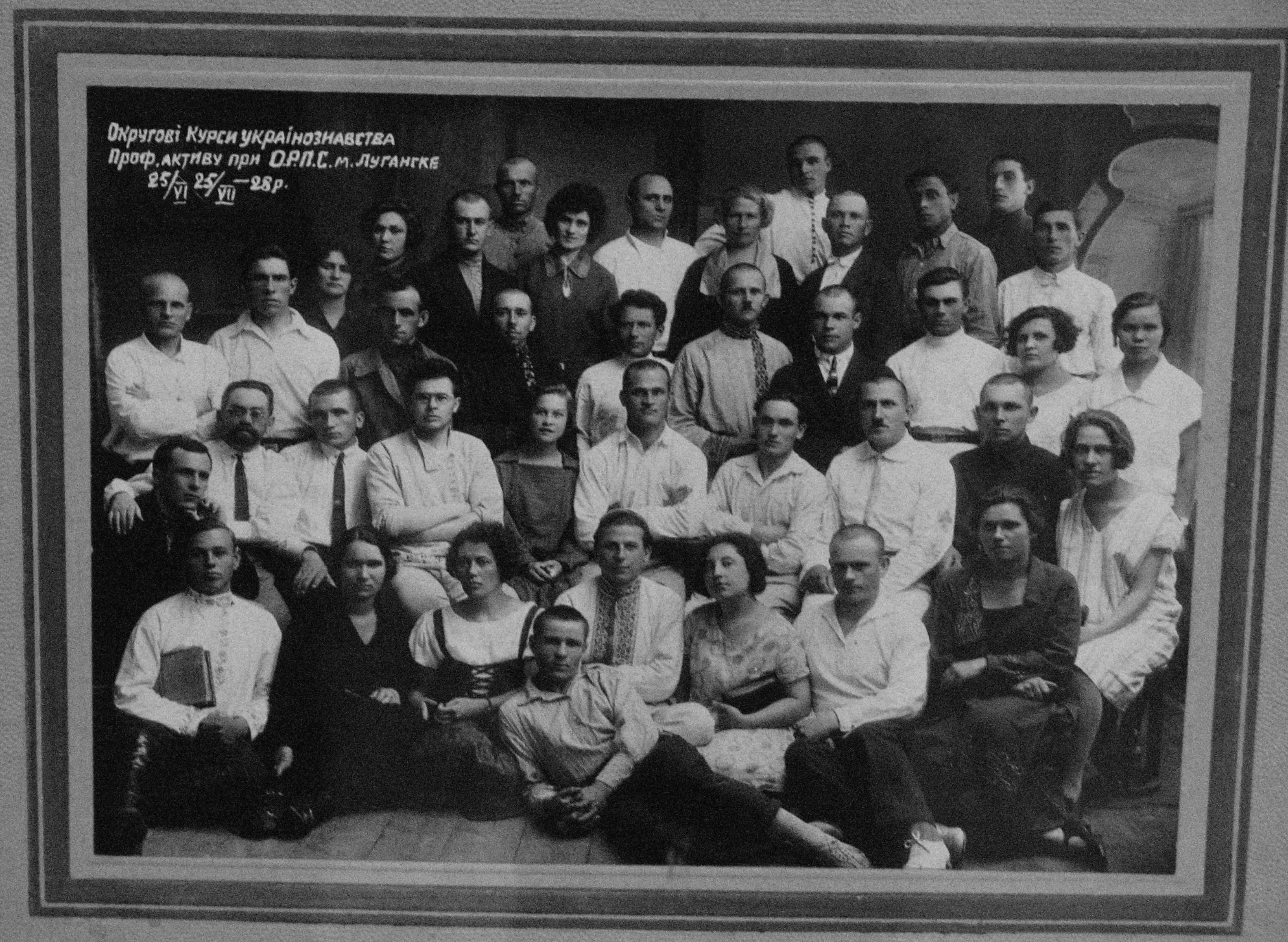
Окружной совет профсоюзов (1928)

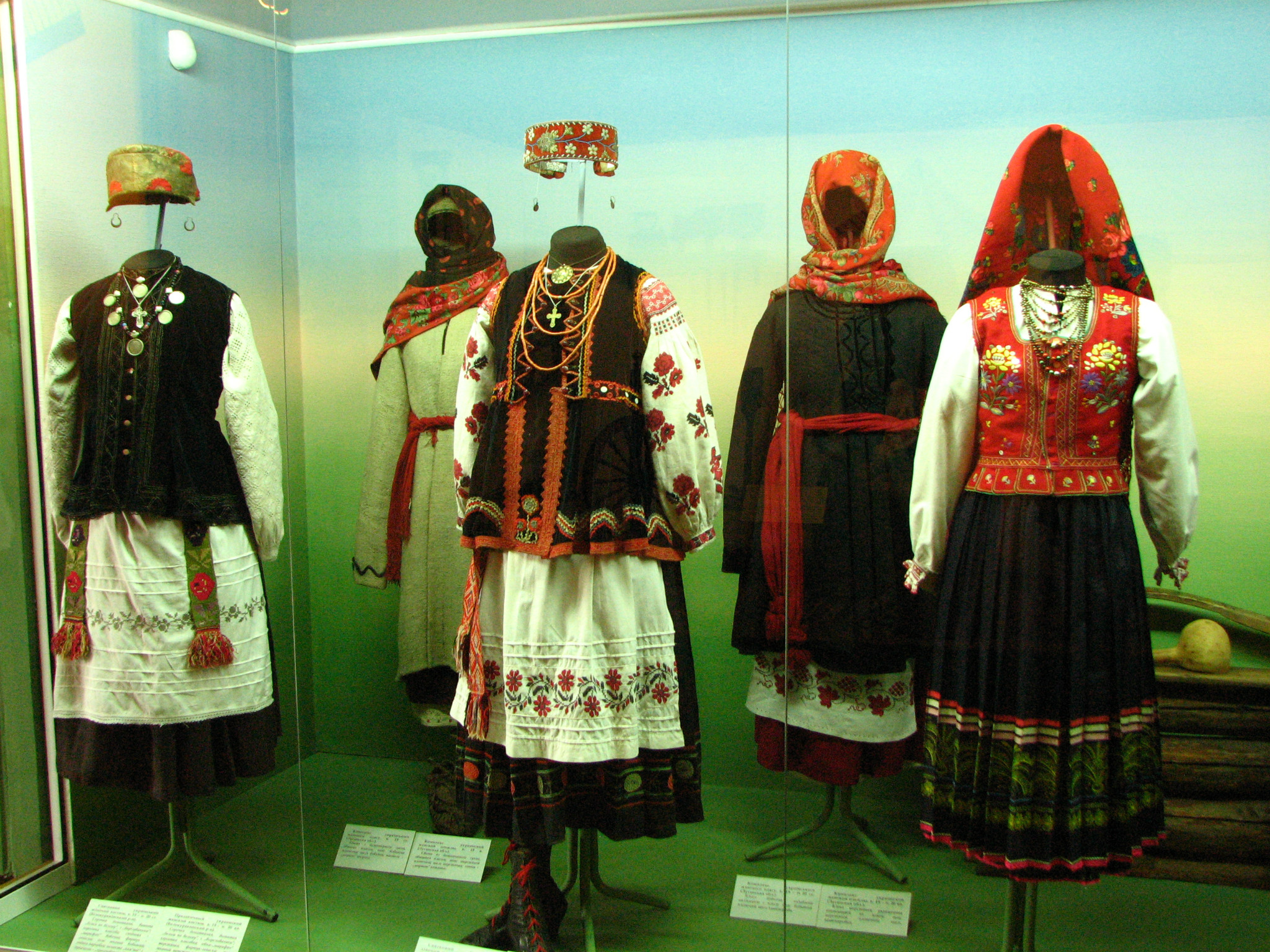
Женская народная одежда.

В коллекции Луганского областного краеведческого музея находится 180 тысяч единиц хранения, и все они представляют собой оригинальные экспонаты. В музее есть памятники археологии, этнографии. В его стенах представлены собрания нумизматики, также на витринах расположены фотографии и документы, произведения искусства и предметы быта.
Собрание музея расположено на площади около 2000 квадратных метров. Всего в нём 19 залов, размещённых на трёх этажах.
Музей состоит из следующих отделов:
| - Природа края. - Наш край в древности (посвящён археологии). - Народное наследие (посвящён этнографии). - Край в 1917—1922-й годы. - Луганщина в 1920—40-х годах. - Луганская область в годы Второй мировой войны. - Луганщина современная. |

Археологическая коллекция представлена 65 000 предметами из разных эпох, созданных разными этносами. Одним из украшений музея является скифский железный меч акинак, который нашли на раскопках у степного кургана летом 1969 года в окрестностях города Перевальск на Луганщине.
Особую гордость музея представляет собрание из 39 старинных книг, среди которых есть «Евангелие» 1746 года, напечатанное в Киево-Печерской лавре.
В довоенной коллекции хранится русская медаль, которая считается раритетом. Она была создана 10 июля 1904 года и вручена участником битвы под Чемульпо.
13 июня 1961 года работник шахты отдал музею своё сокровище, состоявшее из 35 серебряных монет 17-го века. Через некоторое время работники музея при помощи учёных Петербургского Эрмитажа узнали ценность этих монет. Самый ранние и самые многочисленные монеты отчеканены в Польше в 1621-26 гг. В меньшинстве представлены монеты царя Алексея Михайловича 1655 года.
В музее установлены два трофейных британских танка марки Mark V «Рикардо» (МК-5), сохранившиеся с Первой мировой войны.
Самым крупным и тяжёлым из экспонатов является пушка, находящаяся у входа в музей, под названием «Крепостной единорог», отлитая на Луганском литейном заводе в 1814 году.

## Филиалы
У Луганского областного краеведческого музея имеется 7 филиалов в городах и в областях:
- Свердловский краеведческий музей.
- Старобельский краеведческий музей.
- Новопсковский краеведческий музей.
- Станично-Луганский краеведческий музей.
- Алчевский исторический музей (с января 2014 года музей получил самостоятельный статус)[6][7].
- Музей истории города Первомайска.
- Ровеньковский музей «Памяти погибших».